# Żuraw przenośny

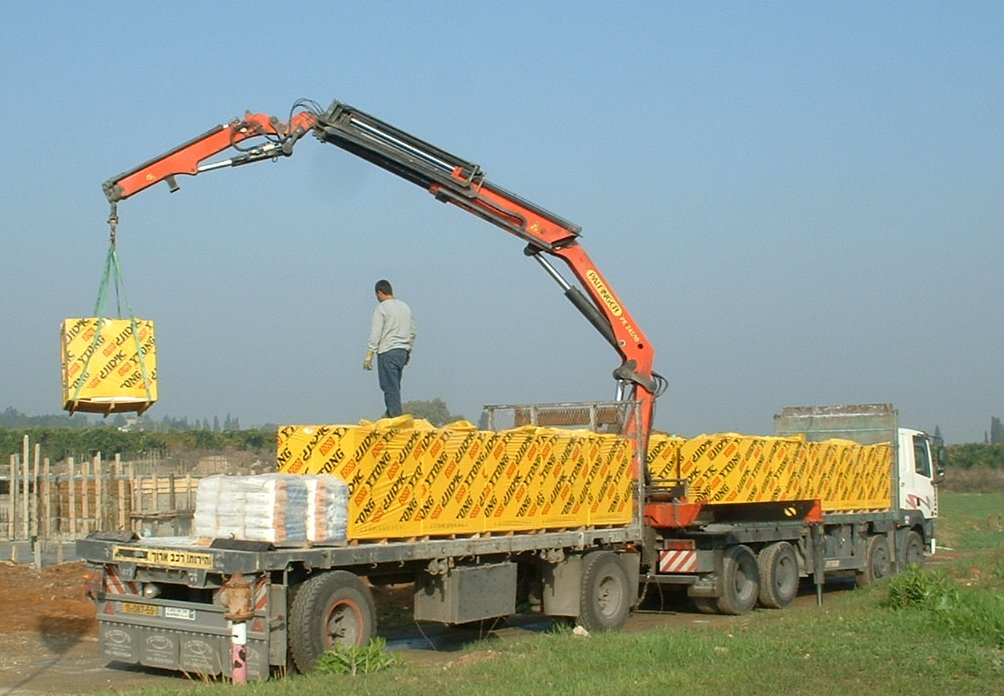
Żuraw przeładunkowy umieszczony za skrzynią ładunkową

Żuraw przeładunkowy (przenośny) HDS – rodzaj dźwignicy przenośnej z urządzeniem ładunkowym, mobilna wersja żurawia stacjonarnego, najczęściej montowanego na autach ciężarowych (pomiędzy kabiną kierowcy a skrzynią ładunkową) umożliwiając sprawny załadunek, lub rozładunek towaru.
Żurawie przeładunkowe napędza pompa hydrauliczna, która jest zasilana z instalacji elektrycznej pojazdu, lub poprzez przystawkę odbioru mocy z silnika. Każdy żuraw przenośny posiada podstawę (baza żurawia). W podstawie zamontowana jest kolumna obrotowa, z którą połączony jest wysięgnik, posiada on jedno, lub dwa ramiona poruszające się za pomocą siłowników hydraulicznych. Żurawie o dużym wysięgu ramienia mają często wysuwane teleskopowo dodatkowe ramiona. Na zakończeniu wysięgnika zamontowane jest urządzenie do podnoszenia ładunków (np. hak, zawiesie). Żurawie przeładunkowe pracują zarówno w pionie, jak i poziomie, a sterowanie odbywa się za pomocą rozdzielacza hydraulicznego.

## Budowa
Żurawie przeładunkowe produkowane są przez wiele firm, wiele z nich stosuje własne zastrzeżone rozwiązania, jednak ogólna budowa żurawi jest znormalizowana. Żuraw przeładunkowy składa się z: podpór, podstawy, kolumny oraz wysięgnika.
Parametry techniczne żurawi przeładunkowych (udźwig żurawia, wysięg żurawia, moment udźwigu żurawia, wysokość podnoszenia) opisane są w postaci nomogramu udźwigów.

## Podział żurawi przeładunkowych
Ze względu na konstrukcję: 

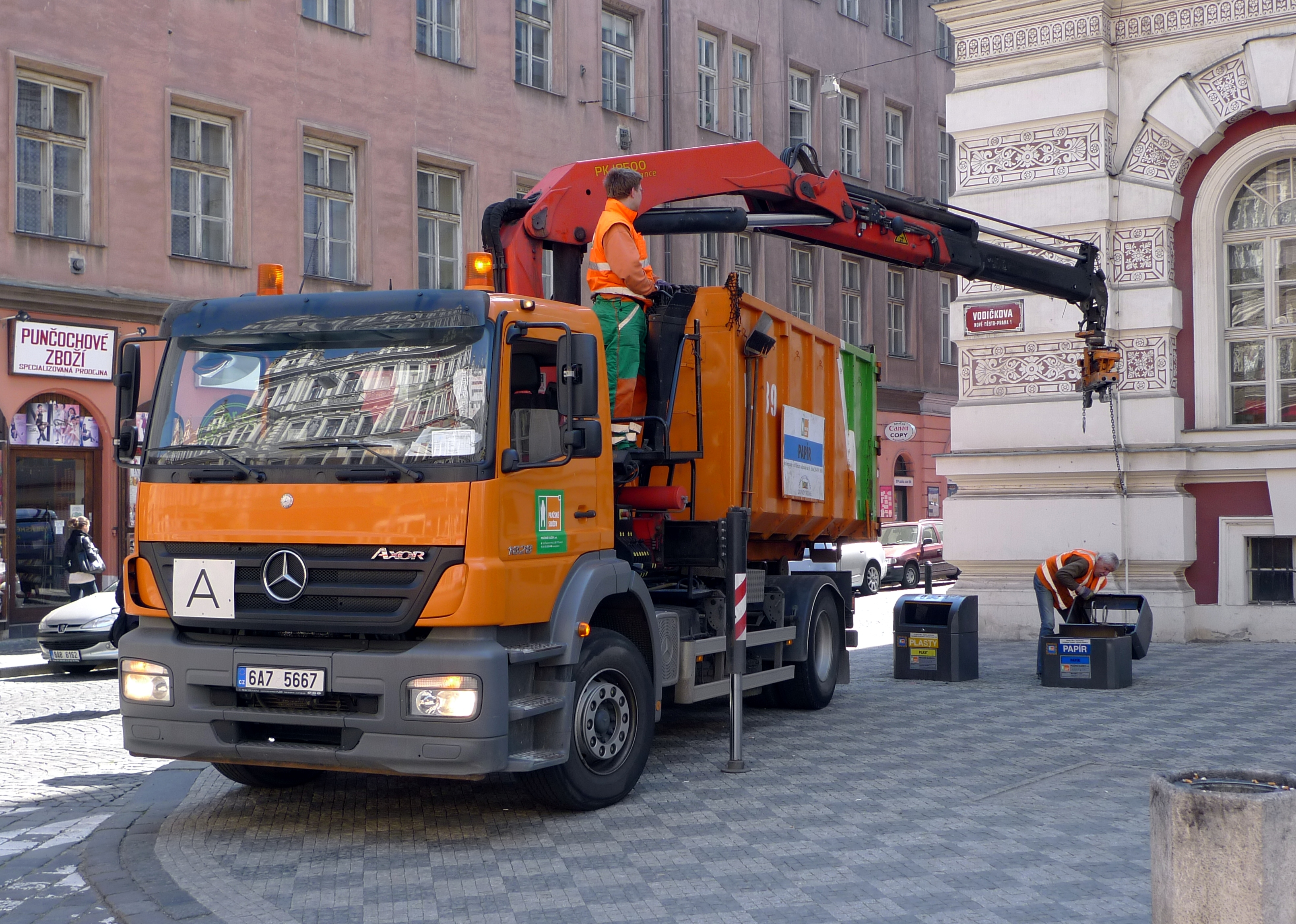
Żuraw przeładunkowy umieszczony za kabiną kierowcy

- ogólnego przeznaczenia – konstrukcja żurawia jest zamontowana na podwoziu, a wysięgnik wykonuje ruchy w płaszczyźnie pionowej i poziomej.
- żurawie leśne i przemysłowe, które mają zastosowanie przy załadunku lub rozładunku drewna bądź złomu[3] – od żurawi ogólnego przeznaczenia różnią się parametrami roboczymi i posiadaniem chwytaków zamiast haka.

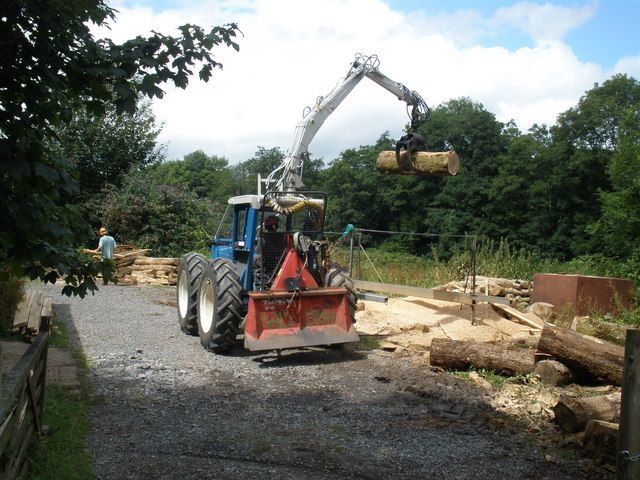
Żuraw przeładunkowy ogólnego przeznaczenia zamontowany na ciągniku

Ze względu na miejsce zamontowania na pojeździe m.in.:
- za kabiną kierowcy
- za skrzynią ładunkową, z tyłu
- na środkowej części ładunkowej pojazdu
- na przyczepach
- na ciągnikach

## Uprawnienia
Żurawie przeładunkowe podlegają dozorowi technicznemu UDT. Zgodnie z ustawą z dnia 21 grudnia 2000 r. o dozorze technicznym, do obsługi i konserwacji urządzeń podlegających dozorowi wymagane jest posiadanie odpowiednich kwalifikacji wydanych przez Urząd Dozoru Technicznego.

### Egzamin
Kandydat, który ubiega się o uprawnienia z zakresu obsługi lub konserwacji żurawi przeładunkowych HDS, musi zdać egzamin przed komisją powołaną przez UDT.
Egzamin jest podzielony na dwie części: teoretyczną oraz praktyczną. Pozytywne zdanie zarówno części teoretycznej, jak i praktycznej umożliwi kandydatowi uzyskanie uprawnień do obsługi lub konserwacji żurawi przeładunkowych na określony czas.
| Rodzaje uprawnień                  | Okres ważności uprawnień |
| ---------------------------------- | ------------------------ |
| Obsługa żurawi przeładunkowych     | 10 lat                   |
| Konserwacja żurawi przeładunkowych | 5 lat                    |